# Atmosferyczny silnik parowy

Animacja i schemat działania silnika Newcomena

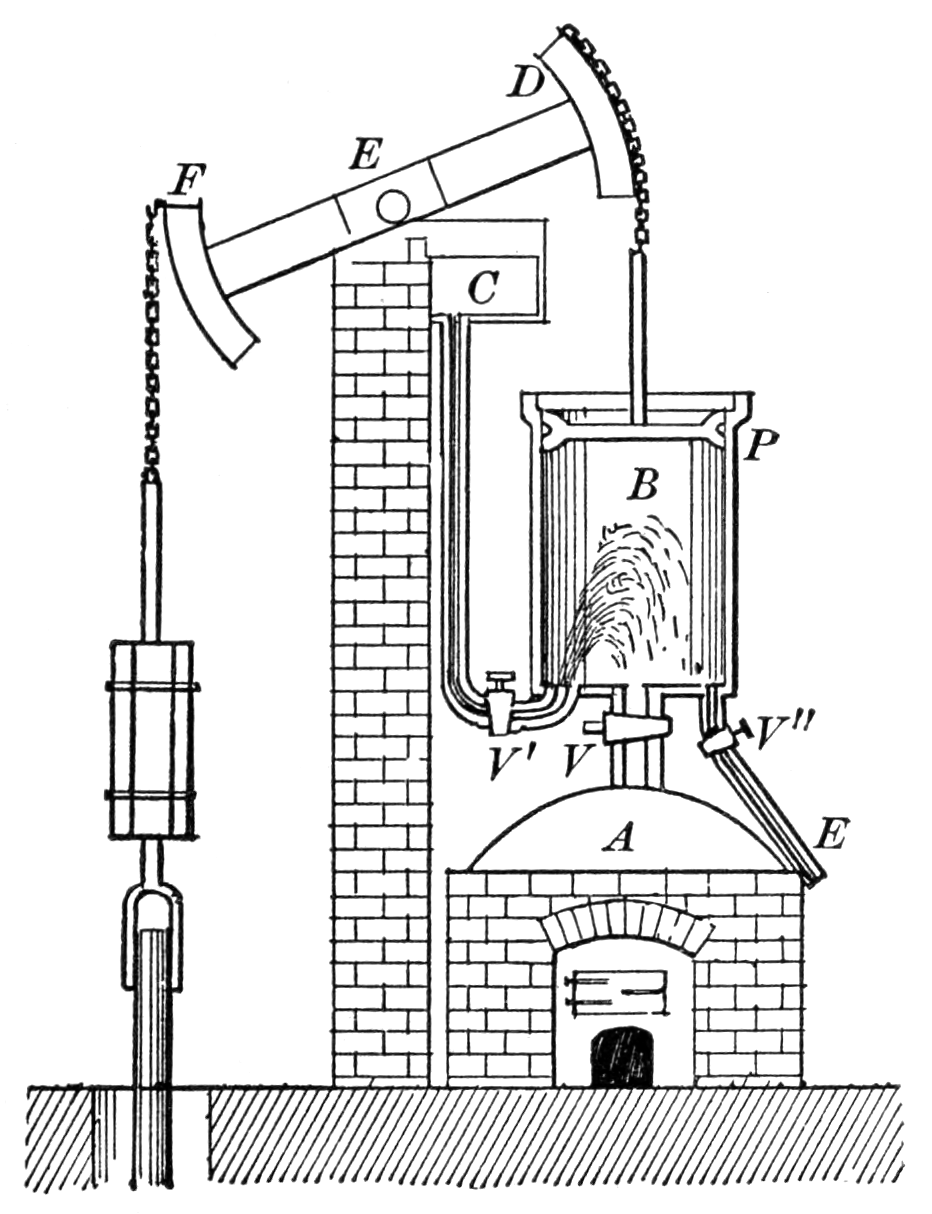
Silnik Newcomena z 1705 r. – z ręcznym sterowaniem zaworów

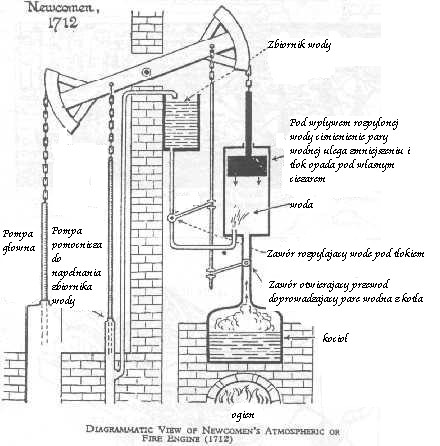
Silnik Newcomena z 1712 r. – z automatycznym sterowaniem zaworów

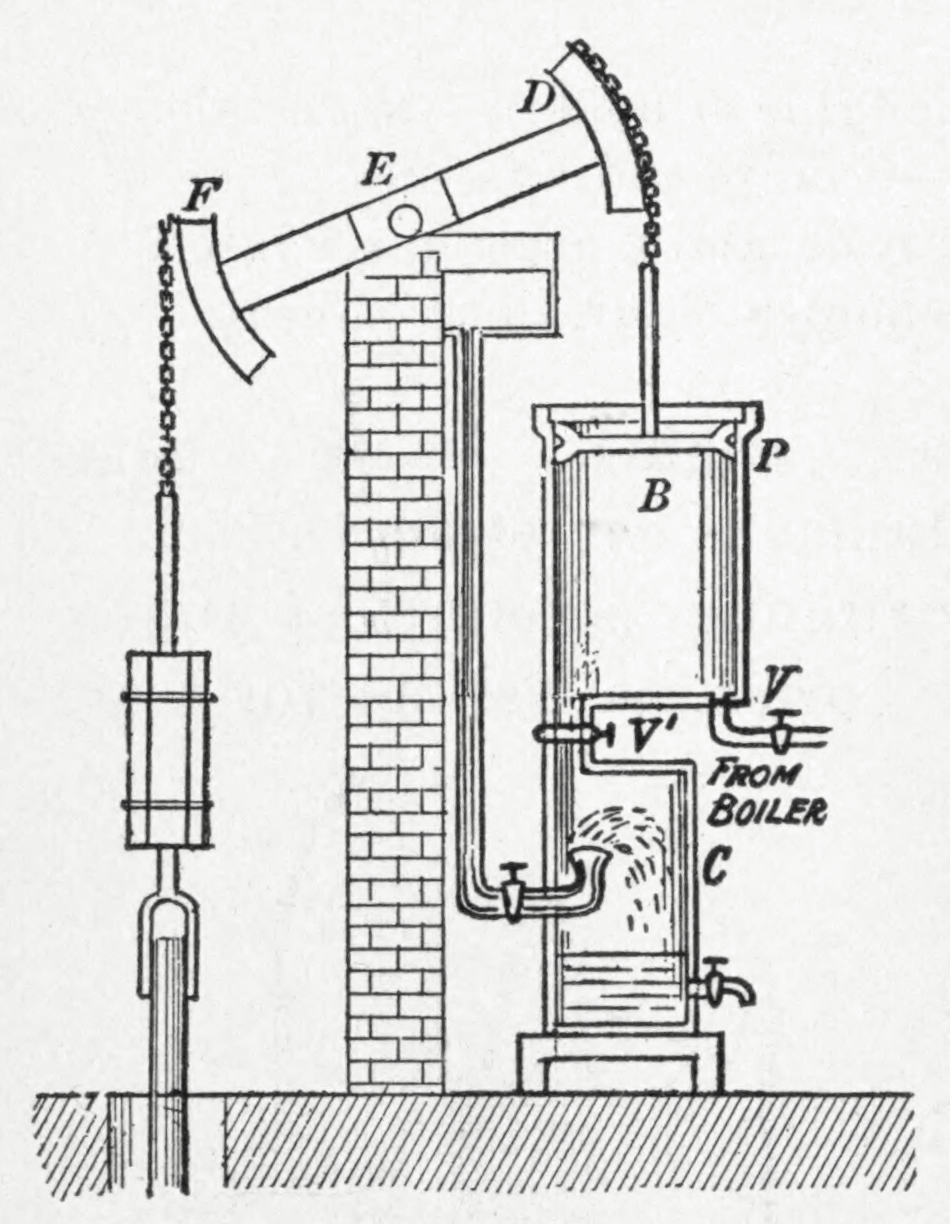
Silnik parowy Watta – z zewnętrznym kondensatorem pary

Atmosferyczny silnik parowy (zwany też silnikiem parowym Newcomena) – pierwszy praktycznie stosowany silnik parowy. Urządzenia te wykorzystywane były od początków XVIII wieku do ok. połowy XIX wieku w Anglii i innych krajach Europy m.in. do napędu pomp odwadniających kopalnie oraz dmuchaw zasilających powietrzem wielkie piece hutnicze.

## Zasada działania
Szkic obok przedstawia schemat atmosferycznego silnika parowego. Palenisko podgrzewa wodę znajdującą się w kotle, wytwarzając parę wodną pod niskim ciśnieniem, porównywalnym z atmosferycznym. Brak wytwarzania wysokiego ciśnienia pary w tym silniku odróżnia go od późniejszej maszyny parowej. Po otwarciu zaworu nad kotłem tłok podnosi się pod wpływem ciężaru przeciwwagi, wypełniając cylinder parą. Kiedy tłok osiągnie najwyższe położenie, zawór nad kotłem jest zamykany, a do cylindra rozpylana jest woda doprowadzona ze zbiornika znajdującego się w górnej części urządzenia. Rozpylona woda powoduje gwałtowne obniżenie temperatury i kondensację pary, która zamienia się w wodę, wytwarzając w cylindrze podciśnienie. Ciśnienie atmosferyczne działające od góry na tłok wykonuje pracę przesuwając tłok w dół (tłok jest „zasysany” przez podciśnienie). W dolnym położeniu tłoka ponownie otwarty zostaje zawór dostarczający parę i cykl rozpoczyna się od początku. W pierwszych maszynach tłoki uszczelniane były w cylindrach sznurami z włókien konopnych, nasyconymi łojem. Przy regularnym chodzie maszyny te wykonywały 12-15 cykli roboczych na minutę na długości 6-7 stóp angielskich. Do opalania kotłów w silnikach używano głównie węgla kamiennego. Przy ustabilizowanej, ciągłej pracy maszyny o cylindrze średnicy 32 cali, jaka w 1788 r. została uruchomiona w Tarnowskich Górach (patrz niżej) zużywano 1,6-1,8 tony węgla na dobę.

## Historia
- 1705 – silnik parowy Newcomena został opatentowany[3]
- 1711 – pierwszy silnik parowy Newcomena został zainstalowany w kopalni węgla w Wolverhampton[3]
- 1712 – pierwszy silnik Newcomena z mechanicznym sterowaniem zaworami został zainstalowany w kopalni węgla w Staffordshire
- 1722 – pierwsza maszyna systemu Newcomena na kontynencie europejskim (poza Anglią) została uruchomiona przez Izaaka Pottera na terenie dzisiejszej Słowacji. Napędzała ona pompy odwadniające kopalnię srebra w mieście Nová Baňa.
- 1729 – umarł Thomas Newcomen – ponad 100 silników parowych zainstalowano w kopalniach Europy
- 1763 – James Watt wprowadził pierwsze ulepszenia poprawiające wydajność
- 1788 – 19 stycznia w kopalni srebra „Fryderyk” pod Tarnowskimi Górami został uruchomiony pierwszy silnik parowy systemu Newcomena. Maszyna została zbudowana w 1787 r. w zakładzie Samuela Homfraya w Penydarren koło Merthyr Tydfil w południowej Walii i zakupiona za 8448 talarów pruskich (wraz z przywozem). Posiadała cylinder parowy o średnicy 32 cali. Po okresie rozruchu 4 kwietnia 1788 r. uruchomiono ją na stałe; funkcjonowała (po przeniesieniu jej później na inne kopalnie) do 1857 r.[2]
- 1934 – ostatni pracujący silnik Newcomena został wyłączony w Barnsley